# Southern Islands
Southern Islands (с англ. — «южные острова») — кодовое наименование семейства графических процессоров (GPU), выпускаемых AMD под торговой маркой Radeon. Процессоры Southern Islands производились по 28 нм техническому процессу компанией TSMC.

## Особенности
Семейства GPU Southern Islands пополнили торговую марку Radeon в 2012 году. Видеокарты, основанные на Southern Islands, маркировались обозначениями из серии Radeon HD 7000.

### Технические данные
Первоначально вместо Southern Islands использовалось название «Graphics Core Next» (GCN, англ. следующее графическое ядро).
- Поддержка адресации x86 с унифицированным адресным пространством для CPU и GPU.
  - 64-битная адресация.
  - Поддержка PCI Express 3.0[2].
  - GPU может посылать CPU прерывания в случае различных событий (например, при ошибках страниц)
- Использование инструкций RISC SIMD вместо VLIW MIMD для GPGPU. В предыдущих поколениях GPU от AMD были доступны только инструкции VLIW MIMD.
- Поддержка «частично резидентных текстур» (англ. Partially Resident Textures)[3], что позволит организовать поддержку виртуальной памяти через расширения DirectX и OpenGL.
- Поддержка PowerTune для автоматического регулирования производительности с учетом TDP.
- Использование жидконаполненных тепловых трубок вместо газонаполненных[4].

Данные изменения предназначались для повышения степени использования вычислительных мощностей GPU для нужд традиционной компьютерной графики.
Также к значительным изменениям относительно предыдущих поколений (Evergreen и Northern Islands) относится сокращение количества версий чипсета Southern Islands до 4 вместо 5. Из списка версий исключен вариант с наименьшей производительностью в семействе (ранее — Cedar и Caicos соответственно). Это связано с тем, что в продуктовой линейке AMD, начиная с этого GPU, самый бюджетный сегмент поддерживается исключительно за счет APU — решения высокой степени интеграции.

## Модели
Кристаллы изготавливались по техпоцессу 28 нм и имели три типоразмера (кодовые имена — Tahiti, Pitcairn и Cape Verde), которые отличаются количеством шейдерных блоков (32, 20, 10 вычислительных блоков). Несмотря на то, что это дает, приблизительно, удвоение одинарной точности при операциях с плавающей точкой, самый большой вклад делается в вычислительную мощность при двойной точности. Микросхемы Tahiti при вычислениях с двойной точностью показывают лишь 1/4 быстродействия относительно вычислений с одинарной точностью. Прочие GPU для конечных пользователей данного поколения достигают при вычислениях с двойной точностью не более 1/16 быстродействия относительно вычислений с одинарной точностью. Благодаря наличию двух контроллеров памяти в микросхемах Tahiti данные чипы обладают разрядностью шины памяти в 128 бит. Однако, микросхемы Pitcairn также как и Tahiti имеют два высокопроизводительных блока тесселяции, благодаря чему они показывают приблизительно одинаковые результаты во многих тестах производительности тесселяции DirectX 11.

### Radeon HD 7900
Видеокарты этой серии основаны на чипсете с кодовым именем Tahiti и стали доступны 22 декабря 2011. В это подсемейство входят модели Radeon HD 7970 и Radeon HD 7950. Видеокарты Radeon HD 7970 содержат 2048 рабочих поточных ядра, тогда как Radeon HD 7950 имеет всего 1792 рабочих ядра, так как 256 из них отключаются из-за обнаружении дефектов при отбраковке полученных при производстве кристаллов. Это первые видеокарты, выпущенные на новой архитектуре AMD «Graphics Core Next». Эти видеокарты снабжаются 3 Гб памяти GDDR5. После выпуска GeForce GTX 680 AMD выпустила Radeon HD 7970 GHz Edition, которая отличается от оригинальной HD 7970 более высокими тактовыми частотами, возможностью автоматического разгона при повышенной нагрузке и улучшенными температурными датчиками.

### Radeon HD 7800
Видеокарты этой серии, основанные на чипсете с кодовым именем Pitcairn, были анонсированы 5 марта 2012 и стали доступны 19 марта 2012. В это подсемейство входят модели Radeon HD 7870 и Radeon HD 7850. Видеокарты Radeon HD 7870 содержат 1280 рабочих поточных ядер, а Radeon HD 7850 — 1024. Эти видеокарты снабжаются 2 Гб памяти GDDR5.

### Radeon HD 7700
Видеокарты этой серии, основанные на чипсете с кодовым именем Cape Verde, стали доступны 15 февраля 2012. В это подсемейство изначально входили модели Radeon HD 7770 и Radeon HD 7750. Видеокарты Radeon HD 7770 содержат 640 рабочих потоковых ядер, а Radeon HD 7750 — 512. Эти видеокарты снабжаются 1 Гб памяти GDDR5. Позже была представлена Radeon HD 7790, основанная на чипе Bonaire, которая содержит 896 рабочих потоковых ядер и может комплектоваться 2 Гб памяти GDDR5.

## История
Спецификации Southern Islands были зафиксированы в феврале 2011. Пресс-релиз с описанием разработки состоялся на событии AMD Fusion Development Summit, проходившем с 13 по 16 июня 2011. 21 июля компания подтвердила, что у неё уже есть образцы «в кремнии», и она планирует выпустить новое поколение видеокарт до конца года, указав на наличие проблем с техпроцессом 28 нм у своего партнера TSMC. Ходили версии, согласно которым, AMD использовала техпроцесс 28 нм, оптимизированный для микросхем низкого энергопотребления и/или имеющих невысокие рабочие частоты, чтобы достичь целей, намеченных на первый квартал 2012 года. Видеокарты основного конкурента AMD того же поколения, Nvidia GeForce 600 Series (также изготавливается TSMC), стали доступными в тот же период (первый квартал 2012) и по тем же причинам — неготовность техпроцесса 28 нм.

## Список чипсетов
- Все модели до HD 76xx основаны на архитектуре VLIW5, модели HD 77xx-79xx основаны на архитектуре Graphics Core Next.
- Модели HD 73xx-76xx имеют поддержку Direct3D 11, OpenGL 4.3 и OpenCL 1.2, не имеют поддержку Vulkan;
- Модели HD 77xx-79xx имеют поддержку Vulkan, Direct3D 11.1, Direct3D 12, OpenGL 4.6 (4.6 есть только в Mesa 3D, но в официальном проприетарном видеодрайвере есть только  OpenGL 4.3), OpenCL 1.2;
- Модели HD 7790 — 7990 имеют поддержку  Vulkan, Direct3D 11.1, Direct3D 12, OpenGL 4.6 (4.6 есть только в Mesa 3D, но в  официальном проприетарном видеодрайвере только 4.3), OpenCL 1.2, Mantle.

| Модель                     | Дата              | Кодовое имя    | Тех- процесс (нм) | Транзис- торов (млн) | Площадь чипа (мм²) | Интерфейс Ввода-вывода | Объём видеопамяти (МБ) | Частоты    | Частоты      | Конфигурация ядра 1 | Пиковая скорость заполнения | Пиковая скорость заполнения | Память                        | Память      | Память     | Поддерживаемый API (версия) | Поддерживаемый API (версия) | Поддерживаемый API (версия) | Теоретическая производительность (Гигафлопс) | TDP (Вт) | TDP (Вт) | Double-precision FP | Заметки | Рекомендованная цена на выходе(USD) |
| Модель                     | Дата              | Кодовое имя    | Тех- процесс (нм) | Транзис- торов (млн) | Площадь чипа (мм²) | Интерфейс Ввода-вывода | Объём видеопамяти (МБ) | ядрo (MHz) | память (MHz) | Конфигурация ядра 1 | (гига- пикселей/с)          | (гига- текселей/с)          | Пропускная способность (ГБ/с) | Тип         | Шина (бит) | DirectX                     | OpenGL                      | OpenCL                      | Теоретическая производительность (Гигафлопс) | Покой    | Максимум | Double-precision FP | Заметки | Рекомендованная цена на выходе(USD) |
| -------------------------- | ----------------- | -------------- | ----------------- | -------------------- | ------------------ | ---------------------- | ---------------------- | ---------- | ------------ | ------------------- | --------------------------- | --------------------------- | ----------------------------- | ----------- | ---------- | --------------------------- | --------------------------- | --------------------------- | -------------------------------------------- | -------- | -------- | ------------------- | ------- | ----------------------------------- |
| Radeon HD 7350             | январь 2012 (OEM) | Cedar          | 40                | 292                  | 59                 | PCIe 2.1 x16           | ?                      | 400-650    | 400 800      | 80:8:4              | 1.6-2.6                     | 3.2-5.2                     | 6.4 12.8                      | DDR2 DDR3   | 64         | 11                          | 4.2                         | 1.2                         | 104                                          | 6.4      | 19.1     | Нет                 | ?       | OEM                                 |
| Radeon HD 7450             | январь 2012 (OEM) | Caicos         | 40                | 370                  | 67                 | PCIe 2.1 x16           | 512 1024               | 625-750    | 533-800      | 160:8:4             | 2.5-3                       | 5-6                         | 8.5-12.8                      | DDR3        | 64         | 11                          | 4.2                         | 1.2                         | 200-240                                      | 9        | 18       | Нет                 | ?       | OEM                                 |
| Radeon HD 7470             | январь 2012 (OEM) | Caicos         | 40                | 370                  | 67                 | PCIe 2.1 x16           | 512 1024               | 625-750    | 800-900      | 160:8:4             | 2.5-3                       | 5-6                         | 25.6-28.8                     | GDDR5       | 64         | 11                          | 4.2                         | 1.2                         | 200-240                                      | 9        | 27       | Нет                 | ?       | OEM                                 |
| Radeon HD 7570             | январь 2012 (OEM) | Turks PRO      | 40                | 716                  | 118                | PCIe 2.1 x16           | 512 1024 2048          | 650        | 900 1000     | 480:24:8            | 5.2                         | 15.6                        | 28.8 64                       | GDDR3 GDDR5 | 128        | 11                          | 4.2                         | 1.2                         | 624                                          | 10 11    | 44 60    | Нет                 | ?       | OEM                                 |
| Radeon HD 7670             | январь 2012 (OEM) | Turks XT       | 40                | 716                  | 118                | PCIe 2.1 x16           | 512 1024               | 800        | 1000         | 480:24:8            | 6.4                         | 19.2                        | 64                            | GDDR5       | 128        | 11                          | 4.2                         | 1.2                         | 768                                          | 12       | 66       | Нет                 | ?       | OEM                                 |
| Radeon HD 7730             | август 2013       | Cape Verde LE  | 28                | 1500                 | 123                | PCIe 3.0 x16           | 1024                   | 800        | 1125         | 384:24:8            | 9.6                         | 19.2                        | 72                            | GDDR5       | 128        | 11.1 и 12                   | 4.2                         | 1.2                         | 614                                          | 10       | 47       | 38.7                | ?       |                                     |
| Radeon HD 7750             | 15 февраля 2012   | Cape Verde Pro | 28                | 1500                 | 123                | PCIe 3.0 x16           | 1024                   | 800        | 1125         | 512:32:16           | 12.8                        | 25.6                        | 72                            | GDDR5       | 128        | 11.1 и 12                   | 4.2                         | 1.2                         | 819.2                                        | 10       | 55       | 51.2                | ?       | $109                                |
| Radeon HD 7770             | 15 февраля 2012   | Cape Verde XT  | 28                | 1500                 | 123                | PCIe 3.0 x16           | 1024                   | 1000       | 1125         | 640:40:16           | 16                          | 40                          | 72                            | GDDR5       | 128        | 11.1 и 12                   | 4.2                         | 1.2                         | 1280                                         | 10       | 80       | 80                  | ?       |                                     |
| Radeon HD 7790             | 22 марта 2013     | Bonaire        | 28                | 2080                 | 160                | PCIe 3.0 x16           | 2048                   | 1000       | 1500         | 896:56:16           | 16                          | 56                          | 96                            | GDDR5       | 128        | 11.1 и 12                   | 4.2                         | 1.2                         | 1790                                         | 10       | 85       | 150                 | ?       | $159                                |
| Radeon HD 7850             | 19 марта 2012     | Pitcairn Pro   | 28                | 2800                 | 212                | PCIe 3.0 x16           | 2048                   | 860        | 1200         | 1024:64:32          | 27.52                       | 55.04                       | 153.6                         | GDDR5       | 256        | 11.1 и 12                   | 4.2                         | 1.2                         | 1761.28                                      | 10       | 130      | 110.08              | ?       | $249                                |
| Radeon HD 7870             | 19 марта 2012     | Pitcairn XT    | 28                | 2800                 | 212                | PCIe 3.0 x16           | 2048                   | 1000       | 1200         | 1280:80:32          | 32                          | 80                          | 153.6                         | GDDR5       | 256        | 11.1 и 12                   | 4.2                         | 1.2                         | 2560                                         | 10       | 175      | 160                 | ?       | $349                                |
| Radeon HD 7870XT           | 19 ноябрь 2012    | Tahiti LE      | 28                | 4313                 | 365                | PCIe 3.0 x16           | 2048                   | 925        | 1500         | 1536:96:32          | 31.2                        | 93.6                        | 192                           | GDDR5       | 256        | 11.1 и 12                   | 4.6                         | 1.2                         | 2995                                         | 15       | 185      | 748.8               | ?       | $270                                |
| Radeon HD 7950             | 31 января 2012    | Tahiti Pro     | 28                | 4313                 | 365                | PCIe 3.0 x16           | 3072                   | 800        | 1250         | 1792:112:32         | 25.6                        | 89.6                        | 240                           | GDDR5       | 384        | 11.1 и 12                   | 4.2                         | 1.2                         | 2867.2                                       | 15       | 180      | 717                 | ?       | $449                                |
| Radeon HD 7970             | 9 января 2012     | Tahiti XT      | 28                | 4313                 | 365                | PCIe 3.0 x16           | 3072                   | 925        | 1375         | 2048:128:32         | 29.6                        | 118.4                       | 264                           | GDDR5       | 384        | 11.1 и 12                   | 4.2                         | 1.2                         | 3788.8                                       | 15       | 230      | 947                 | ?       | $549                                |
| Radeon HD 7970 GHz Edition | 22 июня 2012      | Tahiti XT2     | 28                | 4313                 | 365                | PCIe 3.0 x16           | 3072                   | 1050       | 1500         | 2048:128:32         | 33.6                        | 134.4                       | 288                           | GDDR5       | 384        | 11.1 и 12                   | 4.2                         | 1.2                         | 4300                                         | 15       | 310      | 1075                | ?       | $499                                |
| Radeon HD 7990             | 24 апреля 2013    | Malta          | 28                | 2x4313               | 2x365              | PCIe 3.0 x16           | 2x3072                 | 1000       | 1500         | 4096:256:64         | 2x32                        | 2x128                       | 2×288                         | GDDR5       | 384        | 11.1 и 12                   | 4.2                         | 1.2                         | 8190.5                                       | 15       | ?        | 2048                | ?       | $999                                |

- 1 Унифицированных шейдерных процессоров : Текстурных блоков : Блоков растеризации
- 2 Эффективная скорость передачи данных памяти GDDR5 является учетверенной относительно реальной, вместо удвоенной как у другой памяти DDR.